# 麥克里奧德冰川
60°44′S 45°38′W / 60.733°S 45.633°W
麥克里奧德冰川（英語：McLeod Glacier）是南極洲的冰川，位於南奧克尼群島的西格尼島南部，全長2公里，最終注入克勞斯灣，英國探險隊在1947年測量該冰川。